# Israëlische onafhankelijkheidsverklaring

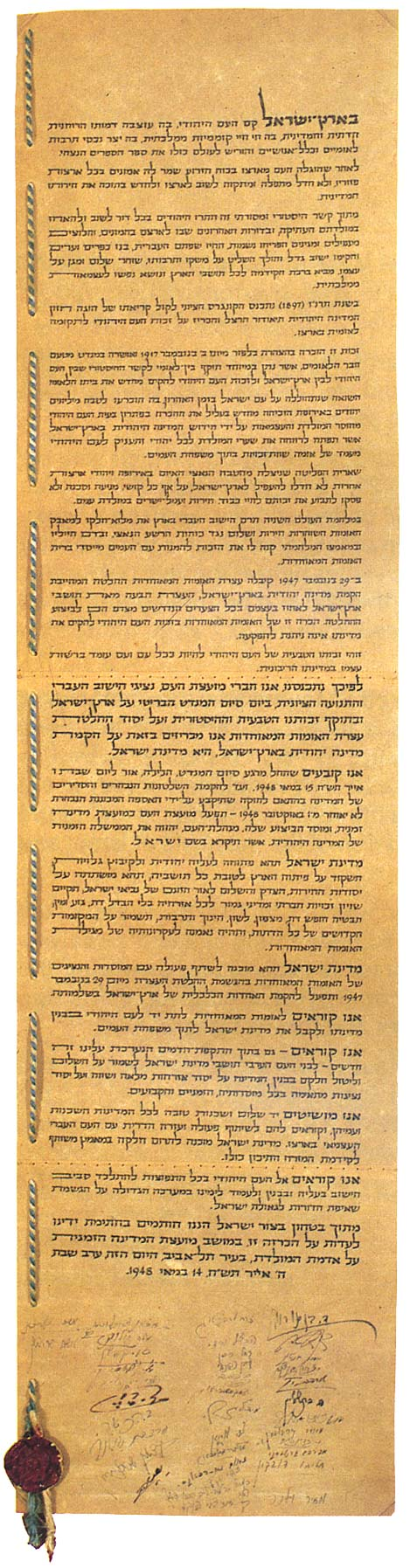
Israëlische onafhankelijkheidsverklaring

De Israëlische Onafhankelijkheidsverklaring (Hebreeuws: מגילת העצמאות Megilat HaAtzma'ut) is het document waarmee op 14 mei 1948 de onafhankelijkheid van de nieuwe Joodse staat Israël werd afgekondigd. Dit gebeurde aan het einde van de Britse mandaatperiode over Palestina. De dag wordt jaarlijks in Israël gevierd op Onafhankelijkheidsdag (Hebreeuws: יום העצמאות Yom Ha'atzmaut). De Palestijnen herdenken de dag als al-Nakba-dag.

## Voorgeschiedenis
De Zionistische beweging en de Joodse bevolking in Palestina streefde sinds het einde van de 19e eeuw naar een onafhankelijke natie. Dit recht, althans een "nationaal tehuis voor het Joodse volk", werd door de Britten erkend in 1917 in de Balfourverklaring. Daarin werd ook hun steun uitgesproken voor het plan. De Peelcommissie suggereerde in 1936 om Palestina op te delen in een Joodse en een Arabische staat, maar dit voorstel werd door de Britse regering als onwerkbaar gezien. Dit kwam mede door een Arabische opstand die plaats had in de periode 1936-1939. Na de Tweede Wereldoorlog droeg Groot-Brittannië de kwestie over aan de Verenigde Naties. Deze kwamen met Resolutie 181. Daarin zouden de Joden 56 procent van het land ontvangen en Jeruzalem zou een internationale status onder toezicht van de Verenigde Naties krijgen. De Joodse bevolking accepteerde het voorstel, maar de Arabische bevolking wees het af. De Algemene Vergadering van de Verenigde Naties stemde op 29 november 1947 in met de resolutie.

## Opstellen van de tekst
Het eerste ontwerp van de verklaring werd opgesteld door Zvi Berenson, advocaat van de vakbond Histadrut en later rechter in het Israëlisch Hooggerechtshof. Vervolgens boog een comité bestaande uit onder andere David Remez, Pinchas Rosen, Haim-Moshe Shapira, Moshe Sharett en Aharon Zisling zich over de tekst. De uiteindelijke tekst werd opgesteld door een comité waarin Ben-Gurion, Yehuda Leib Maimon, Sharett en Zisling zitting hadden.
Op 12 mei 1948 kwam de Minhelet HaAm, de beoogde voorlopige regering bij elkaar, om te besluiten over het uitroepen van een onafhankelijke staat. Drie leden waren afwezig. Yehuda Leib Maimon en Yitzhak Gruenbaum zaten vast in het belegerde Jeruzalem, terwijl Yitzhak-Meir Levin in de Verenigde Staten was. De bijeenkomst begon 's middags om 1:45 en eindigde na middernacht. De keuze was tussen het uitroepen van de onafhankelijkheid en het accepteren van een Amerikaans voorstel voor een bestand. Zes van de tien leden stemden voor onafhankelijkheid.
- Voor: David Ben-Gurion, Moshe Sharett, Peretz Bernstein, Haim-Moshe Shapira, Mordechai Bentov, Aharon Zisling
- Tegen: Eliezer Kaplan, David Remez, Pinchas Rosen, Bechor-Shalom Sheetrit

De tekst werd op 14 mei voorgelegd aan het beoogde voorlopige parlement. Na een fel debat ging deze unaniem akkoord. Een uur later was de ceremonie waarbij de tekst werd ondertekend.

### Gevoeligheden
Er waren twee belangrijke kwesties die speelden bij het opstellen van de tekst. De eerste kwestie ging erover of in de verklaring moest worden opgenomen dat de grenzen van de staat Israël de grenzen zouden zijn zoals voorgesteld in het verdelingsplan van de Verenigde Naties. Rosen en Sheetrit waren hier voor. Ben-Gurion en anderen waren tegen. Hij zei: "Wij hebben de resolutie geaccepteerd, maar de Arabieren hebben dat niet gedaan. Ze maken zich op voor een oorlog tegen ons. Als we ze verslaan en westelijk Galilea veroveren of gebieden langs de weg naar Jeruzalem, dan worden deze gebieden onderdeel van de staat. Waarom zouden wij onszelf verplichten ons aan grenzen te houden die de Arabieren niet accepteren?" Het voorstel om de verwijzing naar de grenzen - zoals gesteld in het verdelingsplan van de VN – uit de tekst te verwijderen haalde een meerderheid van 5 tegen 4 stemmen. Een voorstel van de Revisionisten, die een Joodse staat aan beide zijden van de Jordaan – dus in Jordanië - voor ogen hadden, om in de tekst de zin “binnen haar historische grenzen” op te nemen, haalde het niet.
De tweede grote discussie ging over de verwijzing naar God in het laatste deel van de tekst, namelijk de zin: Met vertrouwen op de Almachtige (...) De religieuze leden van de tijdelijke regering – waaronder twee rabbi's – waren hier voorstander van. Zisling, die lid was van de seculiere Mapai, was hier tegen. Aan het einde werd voorgesteld om de verwijzing Rots van Israël te gebruiken. Volgens Ben-Gurion kon een ieder daar zijn eigen uitleg aan geven.
Andere voorstellen voor toevoegingen om het Britse mandaat over Palestina te veroordelen, de vrijheid van taal te garanderen of de joden in vluchtelingenkampen in Europa te noemen haalden het niet.

## Ceremonie

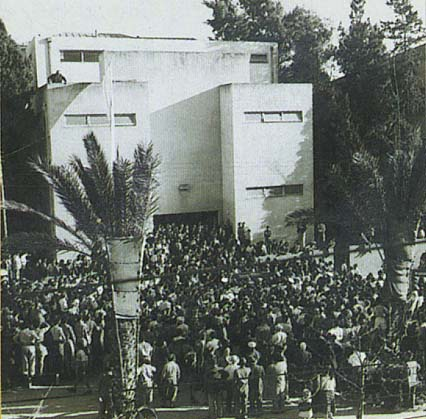
Buiten voor het Tel Aviv Museum heeft zich een menigte mensen verzameld om te luisteren naar de afkondiging van de onafhankelijkheid van Israël.

De ceremonie waarbij de onafhankelijkheid werd uitgeroepen had plaats in het Tel Aviv Museum. Er werd geen brede ruchtbaarheid aan gegeven, omdat de Britse autoriteiten misschien zouden probeerden de bijeenkomst te voorkomen of Arabische legers eerder zouden kunnen binnenvallen. Alle genodigden kregen op de ochtend zelf een uitnodiging. De bijeenkomst begon om 16.00 uur en werd uitgezonden door het nieuwe radiostation Kol Yisrael.
De bijeenkomst werd geopend door Ben-Gurion. De bijeenkomst werd spontaan begonnen met het zingen van Hatikwa, het nationale volkslied van Israël. Ben-Gurion las in 16 minuten de tekst voor. Daarna gaf Rabbi Fishman de zegen over de rol.
Als leider van de Jisjoev tekende Ben-Gurion als eerste. Daarna moest de tekst worden getekend door de 37 leden van het voorlopige parlement. Twaalf van hen waren niet aanwezig. Elf van hen zaten namelijk vast in het belegerde Jeruzalem en één zat in het buitenland. De wel aanwezigen werden in alfabetische volgorde afgeroepen. Herzl Rosenblum kreeg van Ben-Gurion de aanwijzing om het document met zijn Hebreeuwse naam te ondertekenen, namelijk als Herzl Vardi. Later gaf hij aan daar wel spijt van te hebben gehad.
Nadat de handtekeningen waren gezet werd opnieuw het Hatikwa gezongen, begeleid door het Palestijns Philharmonisch Orkest.

### De ondertekenaars
Deze personen ondertekenden de tekst:
- David Ben-Gurion
- Daniel Auster
- Mordekhai Bentov
- Itzhak Ben-Zvi
- Eliyahu Berligne
- Fritz Bernstein
- Rabbi Wolf Gold
- Meir Grabovsky
- Yitzhak Gruenbaum
- Abraham Granovsky
- Eliyahu Dobkin
- Meir Wilner-Kovner
- Zerach Wahrhaftig
- Herzl Vardi
- Rachel Cohen
- Rabbi Kalman Kahana
- Saadia Kobashi
- Rabbi Yitzchak Meir Levin
- Meir David Loewenstein

- Zvi Luria
- Golda Meïr
- Nachum Nir
- Zvi Segal
- Rabbi Yehuda Leib Hacohen Fishman
- David Zvi Pinkas
- Aharon Zisling
- Moshe Kolodny
- Eliezer Kaplan
- Abraham Katznelson
- Felix Rosenblueth
- David Remez
- Berl Repetur
- Mordekhai Shattner
- Ben Zion Sternberg
- Bekhor Shitreet
- Moshe Shapira
- Moshe Shertok

## Nasleep
Na het uitroepen van de onafhankelijkheid was er een voorlopige regering tot de eerste verkiezingen in januari 1949. Binnen een paar dagen vielen Egypte, Irak, Libanon en Syrië de nieuwe staat binnen. In de Onafhankelijkheidsoorlog werden zij verslagen. Daarbij wist Israël grote stukken land te veroveren. 
Een groot aantal van de ondertekenaars van het document zou een belangrijke rol gaan spelen in de Israëlische politiek. Moshe Sharett en Golda Meir werden beiden premier. Itzhak Ben-Zvi werd de tweede president van de staat, en anderen dienden als minister. David Remez was in mei 1951 de eerste van de ondertekenaars die overleed, Meir Vilner leefde het langst en overleed in juni 2003.
Elf minuten nadat de verklaring was ondertekend erkende de Amerikaanse president Harry S. Truman Israël als staat. Snel daarop volgden Iran, Guatemala, IJsland, Nicaragua, Roemenië en Uruguay. In de dagen en maanden daarop volgde de erkenning door andere landen. Op 11 mei 1949 werd Israël lid van de Verenigde Naties.

## Wettelijke status
De onafhankelijkheidsverklaring garandeert de mensenrechten en volledige gelijkheid aan al haar inwoners, ongeacht hun religie, ras, sekse en tevens vrijheid van godsdienst, geweten, taal en opleiding. Toch is de Knesset van mening dat het document geen wettelijke status heeft. Het Hooggerechtshof heeft geoordeeld dat er sprake is van basisprincipes, maar het is geen grondwet waar andere wetten aan getoetst moeten worden.

## De tekst

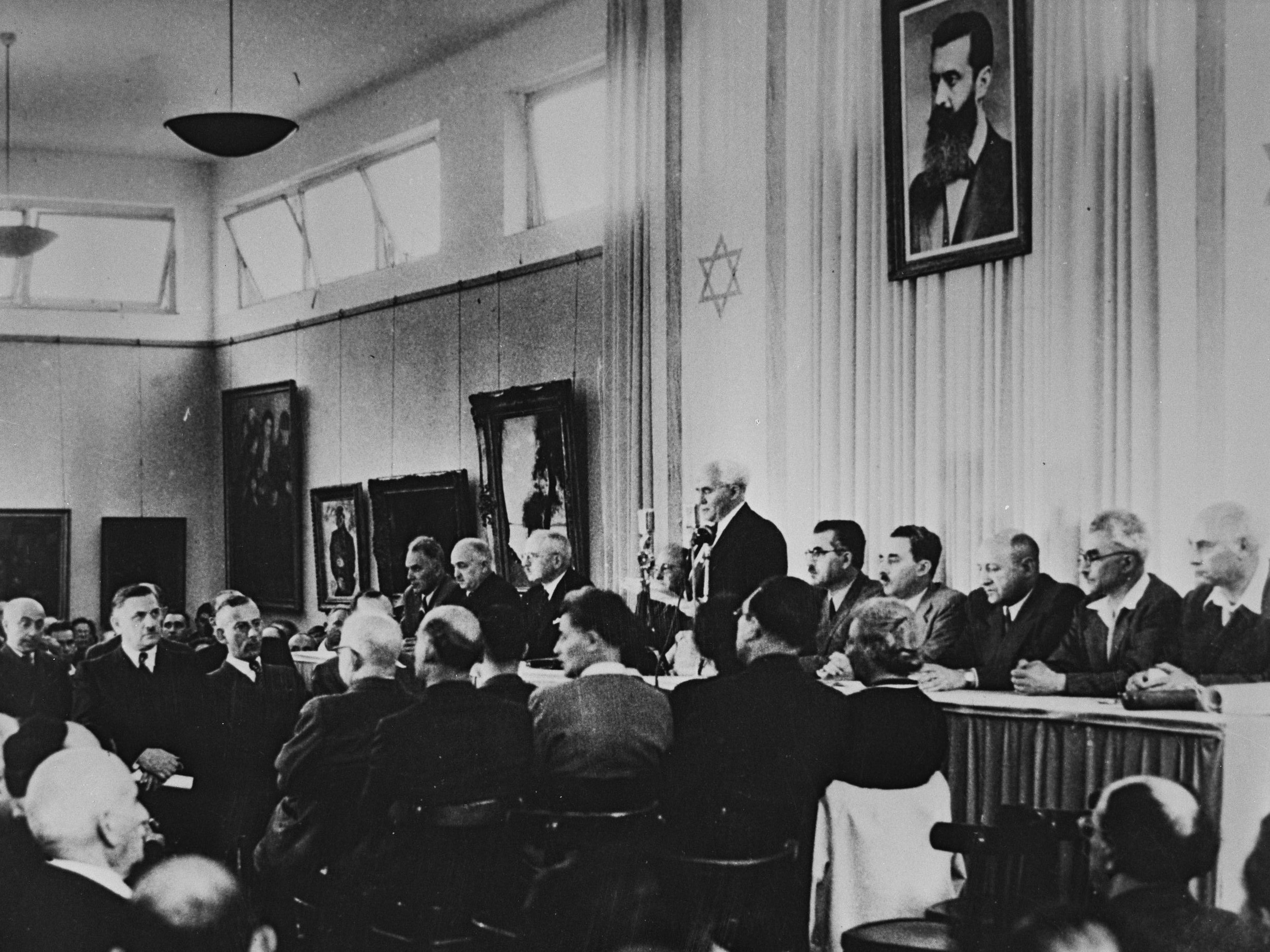
David Ben-Gurion leest de tekst van de Onafhankelijkheidsverklaring voor

Dit is de tekst van de onafhankelijkheidsverklaring:

Het land Israël is de geboorteplaats van het Joodse volk. Hier werd zijn geestelijke, religieuze en politieke identiteit gevormd. Hier verwierven ze onafhankelijkheid en schiepen een cultuur van nationale en internationale betekenis. Hier schreven zij en gaven de bijbel aan de wereld.

Door dit historisch besef gedragen, zijn de Joden door de eeuwen heen naar het land van hun vaderen teruggekeerd om hun erkenning als natie te herwinnen. Gedurende de laatste decennia zijn zij in groten getale teruggekeerd. Ze hebben het woestijngebied ontgonnen, hun taal tot nieuw leven gewekt, steden en dorpen gebouwd en een voortdurend groeiende gemeenschap met een eigen economisch en cultuur leven gevestigd. Ze zochten vrede, maar waren erop voorbereid zich te verdedigen. Ze hebben aan alle inwoners de zegeningen van de vooruitgang gebracht. Zij streefden een onafhankelijke staat na, daartoe opgeroepen door de geestelijke vader van de Joodse staat, Theodor Herzl, die het Eerste Zionistische Congres bijeen riep, en het recht van het Joodse volk afkondigde op een nationale wedergeboorte in wat zij zagen als hun eigen land.

Dit recht werd erkend door de Balfourverklaring op 2 november 1917 en bevestigd door het Mandaat van de Volkenbond, dat uitdrukkelijk de internationale erkenning gaf aan de historische verbondenheid tussen het Joodse volk en het land Palestina en het recht van het Joodse volk hun nationale tehuis te herbouwen.

De moordpartijen van de moderne tijd, waarbij miljoenen Joden het leven lieten, bewezen opnieuw de noodzaak het probleem van het gebrek aan een eigen thuis op te lossen door Israël als Joodse staat te hervestigen, die de poorten voor iedere Jood zou openen en de Joden een gelijkwaardige status te midden van alle andere volken zou geven.

Na verbannen te zijn uit het land bleef het volk daaraan trouw in de diaspora en hield nooit op met bidden en hopen op een terugkeer en een herstel van zijn politieke vrijheid.

Overlevenden van de nazi Holocaust in Europa, evenals Joden uit andere delen van de wereld, gingen voort met de migratie naar het land Israël, onverschrokken ondanks moeilijkheden, beperkingen en gevaren, en hielden nooit op met het nastreven van hun recht op een waardig leven, vrijheid, en een rechtvaardig bestaan in hun eigen thuisland.

In de Tweede Wereldoorlog heeft het Joodse volk van Palestina ten volle zijn bijdrage geleverd in de strijd van de vredelievende naties tegen boosaardige krachten van de nazi's. Door het bloed van haar soldaten en haar oorlogsinspanningen heeft zij het recht verdiend erkend te worden als volwaardig lid van de Verenigde Naties.

Op 29 november 1947 heeft de Algemene Vergadering van de Verenigde Naties een resolutie aangenomen waarin werd gesproken over de vestiging van een Joodse staat in het land Israël. De Algemene Vergadering wenste van de inwoners van het land Israël dat zij de benodigde stappen ondernamen voor de uitvoering van de resolutie. Deze erkenning van de Verenigde Naties van het recht van het Joodse volk een eigen staat te vestigen is onherroepelijk.

Dit recht is het natuurlijke recht van het Joodse volk om zeggenschap te hebben over hun eigen bestemming net als elke andere natie - in haar eigen soevereine staat. Zodoende zijn wij, leden van de Volksraad, vertegenwoordigers van de Joodse gemeenschap in het land Israël en de zionistische beweging, hier vergaderd om op de dag van de beëindiging van het Britse mandaat over het land Israël, gesteund door ons natuurlijke en historische recht en gemachtigd door de resolutie van de Algemene Vergadering van de Verenigde Naties, de vestiging van een Joodse staat in het land Israël die de naam Israël zal dragen, af te kondigen.

Wij verklaren dat vanaf het moment van de beëindiging van het Britse Mandaat vanavond, de avond van de Sabbat, 15 mei 1948, tot de benoeming van de nieuwe verkozen autoriteiten in overeenstemming met de grondwet die niet later dan op 1 oktober 1948 zal worden aangenomen door de gekozen vertegenwoordigers van het volk, de Volksregering zal optreden als de tijdelijke machthebbers en het uitvoerende orgaan, de Volksraad, zal functioneren als tijdelijke regering van de Joodse staat genaamd Israël.

De staat Israël zal openstaan voor immigratie van Joden uit alle naties; zal de ontwikkeling van het land benutten ten gunste van al zijn inwoners; zal gebaseerd zijn op het principe van vrijheid, gerechtigheid en vrede volgens de profeten van Israël; zal volledige sociale en politieke gelijke rechten handhaven voor al zijn burgers, ongeacht geslacht, ras of sekse; zal vrijheid van godsdienst, geweten, opvoeding en cultuur garanderen; zal de gewijde plaatsen van alle godsdiensten handhaven en zal nauwgezet de principes van het Handvest van de Verenigde Naties in acht nemen.

De staat Israël is bereid samen te werken met de afdelingen en vertegenwoordigers van de Verenigde Naties om de resolutie van de Algemene Vergadering van 29 november 1947 uit te voeren, en zal stappen ondernemen om een economisch systeem voor heel het land Israël te verwezenlijken.

We roepen de Verenigde Naties op het Joodse volk te helpen bij de opbouw van de staat en om de staat Israël op te nemen in de gemeenschap van de naties. Te midden van moedwillige agressie willen we de Arabische inwoners van de staat Israël vragen de wegen van vrede te bewandelen en hun deel bij te dragen aan de ontwikkeling van de staat, op basis van volledig en gelijkwaardig burgerschap en een behoorlijke representatie in al haar geledingen en instellingen.

Wij reiken, zoals het goede buren betaamt, in vrede en vriendschap de hand aan alle omringende landen en hun volkeren en nodigen hen uit samen te werken met het soevereine Joodse volk in hun eigen land. De staat Israël is bereid haar deel bij te dragen in een gezamenlijk streven naar vooruitgang van het gehele Midden-Oosten.

Wij roepen het Joodse volk in de Diaspora op zich rondom de Joden in het land Israël te scharen in hun werk van immigratie en herbouw en naast hen te staan in hun grote worsteling van de realisatie van een oude droom, de bevrijding van Israël.

Met vertrouwen op de Rots van Israël zetten wij onze handtekening onder deze proclamatie op deze zitting van het Voorlopige Bestuur van de Staat, op de bodem van het vaderland, in de stad Tel Aviv, op de avond voor de Sabbat, de vijfde Ijar 5708, oftewel 14 mei 1948.

## Trivia
- De enige foto's van de onafhankelijkheidsverklaring zijn genomen door de fotograaf Rudi Weissenstein.